# Drátenická jeskyně
Drátenická jeskyně se nachází ve střední části CHKO Moravský kras asi 1 km od Křtin, v Křtinském údolí, kterým protéká Křtinský potok. V letech 1921–1944 zde probíhala těžba fosfátové hlíny, při které došlo k poničení jeskyně. Byly zde nalezeny stopy po lovcích sobů. V průběhu druhé světové války byla jeskyně upravena pro vojenské účely a následně ji využívala československá a posléze česká armáda. Dnes jeskyni využívá Mendelova univerzita v Brně, respektive její Školní lesní podnik Masarykův les Křtiny.
Jeskyně má dvě části: Starou jeskyni a Novou Drátenickou jeskyni. Nová jeskyně byla objevena až za války a prozkoumána byla až po ní. Byly zde nalezeny dvě propasti, podzemní část Křtinského potoka a tzv. Svantovítův chrám.